# Église Saint-Jacques de Louvain
L'église Saint-Jacques (en néerlandais : Sint-Jacobskerk) est une église de style roman et gothique située à Louvain, dans la province du Brabant flamand en Belgique.

## Classement
L'église Saint-Jacques fait l'objet d'un classement au titre des monuments historiques depuis le 25 mars 1938 et figure à l'inventaire du patrimoine immobilier de la Région flamande sous la référence 42129.

## Architecture
|  |  |